# Saint-Pierre-Canivet
Saint-Pierre-Canivet é uma comuna francesa na região administrativa da Normandia, no departamento Calvados. Estende-se por uma área de 7,06 km². Em 2010 a comuna tinha 428 habitantes (densidade: 60,6 hab./km²).